# تيانت
تيانت إحدى بلديات دائرة الغزوات بولاية تلمسان الجزائرية.يقع مقر البلدية على مسافة (مياشرة) 50 كم، ويحدها شمالا بلدية الغزوات وغربا بلدية السواحلية وجنوبا بلدية جبالة و شرقا بلدية ندرومة.

## نظرة عن بلدية تيانت
تيانت هي كلمة اغريقية وتعني البرج أو المكان العالي[بحاجة لمصدر] ،إنبتقت عن التقسيم الإداري لسنة 1984 ، وهي تابعة إقليما لدائرة الغزوات وتبعد عنها ب6,5كلم، تتربع على مساحة 21 كلم²،و هي بلدية داث طابع فلاحي إذ أن معظم سكانها هم فلاحون، يحدها شمالا بلدية الغزوات، جنوبا بلدية الجبالة، شرقا بلدية ندرومة و غربا بلدية السواحلية وبذلك فهي تتوسط أربعة بلديات، وهي تتربع على مساحة 21 كلم².
تبلغ مساحة الأراضي الصالحة للفلاحة 1840 هكتار منها 180 هكتار أراضي مسقية ذات خصوبة جيدة مع إحصاء 524 هكتار من الأشجار البورية و 39 هكتار من الأشجار المثمرة.من أهم المنتوجات الحبوب، الفاصوليا، الطماطم وخضر أخرى.إن ارتفاع المنتوج بهذه المنطقة مقرون بمساعدة الفلاحين في التنقيب عن الماء والدعم بالعتاد الفلاحي بصفة عامة.و تجدر الإشارة إلى البرامج الجوارية الريفية (PPRDI) التي استفادت منها البلدية سنة 2007 من خلال تجسيد مشاريع مختلفة بالعالم الريفي نذكر منها تهيئة المسالك وتوفير الماء الشروب.
بلدية تيانت منعدمة الدخل إذ تعتمد على إعانات الدولة والجماعات الإقليمية والمداخيل الجبائية.
إن تموقعها الشبه المنعزل مع عدم وجود أي مؤسسة وانعدام الحركة الاقتصادية هي من أهم الأسباب المؤثرة سلبا على الوضع الاجتماعي والاقتصادي مما أدى إلى عدم نجاح تجربة السوق الأسبوعي.
و من السلبيات أيضا تدهور النقل خاصة على مستوى الخط الرابط بين مدينة الغزوات وتيانت المقر مع قريتي بوقدامة والمحطة.
إن هذه الوضعية أدت إلى تفاقم ظاهرة البطالة خاصة في أوساط فئة الشباب مما عرَّض العديد من السكان للنزوح نحو البلديات المجاورة بحثا عن وضعية أحسن للعمل وتحسين الدخل الشيء الذي أدى كذلك إلى انخفاض في نسبة الكثافة السكانية ولو لا برامج السكن الريفي المساهمة نسبيا في تغيير الوضع الاجتماعي في إبقاء المواطن على تراب البلدية لزادت نسبة النزوح نحو البلديات المجاورة.
إن بلدية تيانت كغيرها من البلديات استفادت من مشاريع تنموية مختلفة خاصة في السنوات الأخيرة قد غيرت نسبيا من الوضعية الاجتماعية للمواطن وتحسين الإطار المعيشي ونلخصها فيما يلي:
I.	المشاريع الممنوحة في إطار المخطط البلدي للتنموية PCD .
سنة 2007
01	إنجاز قناة توزيع المياه الصالحة للشرب بعين زمور والصبابنة
02	دراسة وإصلاح تخطيط الطريق البلدي الرابط بين تيانت وجامع الصخرة "الشطر الأول"
03	تأهيل شبكة المياه الصالحة للشرب بعين زمور
04	تهيئة الطريق الرابط بين سيدي داود والقنادز على مسافة 3 كلم
سنة 2008
01	إنجاز شبكة التطهير ببوقدامة شرقا بلدية تيانت
02	إنجاز معبر مائي بالمحطة بلدية تيانت
03	إصلاحات كبرى بمدرسة صبيان محمد المحطة بلدية تيانت
04 التهيئة الحضارية بجامع الصخرة بلدية تيانت
05	إتمام تهيئة الشارع الرئيسي بتيانت
06	الإنارة العمومية عبر بلدية تيانت
07	إتمام ساحة اللعب بتيانت
08	التهيئة الحضارية عبر البلدية
09	إنجاز ملعب جواري
سنة 2009
01	إصلاحات كبرى لمخلفات سوء الأحوال الجوية
02	إنجاز أشغال تهيئة قاعتي العلاج بتيانت وبوقدامة
03	التهيئة الحضارية (أشغال الطرق) وسط جامع الصخرة
04	التهيئة الحضارية (الطرقات) وسط بوقدامة
05	إتمام تهيئة الشارع الرئيسي بتيانت
06	تهيئة وتغطية الطريق الرابط بين جامع الصخرة وأولاد عبد الرحمان
07	تهيئة وتغطية مختلف مسالك الطرقات ببوقدامة
08	تهيئة وتغطية الطريق المؤدي إلى حي الشهداء
09	تهيئة وتغطية تيانت المركز
10	إتمام أشغال التهيئة عبر البلدية
سنة 2010
01	إصلاح شبكة المياه الصالحة للشرب عبر البلدية
02	إصلاح وتغطية الطريق الرابط بين CW38 و عين زمور على مسافة 1 كلم
03	إتمام التهيئة والتغطية ببوقدامة
04	إتمام التهيئة والتغطية بتيانت المركز
سنة 2011
01	إنجاز شبكة التطهير بحي بوزيتون (الشطر الأول)
02	التهيئة الحضارية ببوقدامة
03	التهيئة الحضارية بالمحطة
04	تهيئة وتغطية الطرقات عبر مختلف الأحياء بتيانت المركز
05	تجديد شبكة المياه الصالحة للشرب بوسط جامع الصخرة
06	إنجاز محطة التصفية بوزيتون
07	دراسة وإنجاز شبكة التطهير بهوارة
08	توسيع شبكة التطهير بتجزئة المحطة
09	إعادة تأهيل ساحة لعب بتيانت
10	إصلاح الطرقات بحي جامع الصخرة
11	تهيئة وتغطية حي بوزيتون
12	تهيئة وتغطية الطرقات عبر بوقدامة
13	تهيئة الساحة العمومية بتيانت
14	تهيئة مقر البلدية
سنة 2012
01	صيانة الطريق البلدي الرابط بين CW08 و تيانت القديم على مسافة 1,200 كلم
02	صيانة الطريق البلدي الرابط بين CW38 و القنادز على مسافة 2,3 كلم
03	توسيع شبكة التطهير بجامع الصخرة
04	تغطية الطريق المؤدي إلى القنادز (الشطر الأول)
05	تهيئة وتغطية مسالك الطرق بالمحطة
06	التهيئة الحضارية عبر البلدية
07	التهيئة الحضارية بتيانت المركز
08	إتمام التهيئة عبر بوقدامة
سنة 2013
01	تهيئة وتغطية الطريق الرابط بين الصدادق وجامع الصخرة
02	إتمام التهيئة الحضارية بالمحطة
03	التهيئة الحضارية بتيانت المقر
04	تجهيز قاعة الاستقبال لمقر بلدية تيانت
II.	المشاريع الممنوحة في إطار الصندوق المشترك للجماعات المحلية.

2007	إنجاز قاعة المطالعة/مجهزة ومفتوحة الأبواب مند 16/04/2011 المصادف ليوم العلم وتظاهرة تلمسان عاصمة الثقافة الإسلامية
2008	صيانة المدارس الابتدائية على مستوى البلدية
	تجهيز المطاعم المدرسية الابتدائية
2009	صيانة المدارس الابتدائية على مستوى البلدية
	الصيانة العادية لفائدة المدارس الابتدائية على مستوى البلدية
2010	دراسة وإنجاز ملحقة إدارية بالوسط الريفي/	فتحت أبوبها بمناسبة 05/07/2012
	صيانة المدارس الابتدائية
2011	تجهيز قاعة المطالعة
2012	صيانة المدارس الابتدائية
	صيانة المدارس الابتدائية
2013	صيانة المدارس الابتدائية/الأشغال متواصلة
III.	البرنامج القطاعي: إضافة إلى المشاريع التنموية المذكورة أعلاه، استفادت البلدية من مشاريع قطاعية أخرى:
أ‌-	الربط بغاز المدينة: شملت هذه العملية تيانت المقر سنة 2008،بوقدامة سنة 2010 وجامع الصخرة سنة 2013 لكن يبقى ربط القرى المتبقية في انتظار تسجيلها ضمن برامج مستقبلية.هذا ما يطمح إلى تحقيقه المواطن معلقا كل الآمال على ممثليه بالمجلس الشعبي البلدي.
ب‌-	السكن الاجتماعي: استفادت البلدية من حصة 30سكن فقط مع أن هذا النوع يبقى مفضل لدى المواطنين حاليا في هذه المنطقة إذ تم انطلاق ورشة إنجاز 50 مسكن أخر في انتظار تجسيد مشروع إنجاز حصة 150 سكن اجتماعي إضافي و 130 سكن ترقوي.علما أن عملية اختيار الأرضية قد تمت.
ت‌-	التعليـم: تتوفر بلدية تيانت على ثلاثة مدارس ابتدائية مع وجود مطاعم بهذه المدارس.و في غياب مؤسسات التعليم المتوسط والثانوي بالبلدية، تلجأ هذه الأخيرة إلى تسخير الحافلات المخصصة للنقل المدرسي في فائدة التلاميذ للالتحاق بالدراسة إلى مدينة الغزوات.و بما أن وسائل النقل الموجودة غير كافية، تضطر البلدية لعقد اتفاقيات النقل المدرسي مع الخواص (03 متعاملين حاليا).
و لتحسين هذه الوضعية تم إنجاز متوسطة بتيانت المقر ستفتح أبوابها في مدى لا يتجاوز الموسم الدراسي القادم
2014/2015.
ث‌-	الأمـن: نذكر مشروع إنجاز مقر فرقة الدرك الوطني بتيانت المقر والذي هو في طور الانطلاق.
بالرغم من هذه الانجازات يبقى النقص ملحوظا في مجالات البناء، الحركة التجارية، الصحة، تأهيل المرفق العام، السكن ومشاريع أخرى.
و في هذا الإطار نطلب تسجيل المشاريع الآتية:
1- مشروع بناء وتعمير منطقة بوسردون:بعد المراجعة الأخيرة للمخطط الرئيسي للتهيئة والتعمير، تم أدراج بعض المساحات منها منطقة - بوسردون- التي تبعد عن مقر البلدية بـ01,5كلم، داث المساحة 30هكتار، يربطها طريق معبد مع وجود كل المرافق الضرورية للحياة(كهرباء، ماء وغاز المدينة....) وأرضيتها صخرية غير صالحة للفلاح وذات قابلية لإنجاز السكنات والمرافق العمومية مما يجلب اهتمام المجلس الشعبي البلدي لاستغلال هذه المنطقة في التعمير وبالتالي القضاء على مشكلتي العزلة والسكن.
أ‌-	مشكل العزلة: إن تجسيد هذا المشروع ببناء 2000 مسكن مع كل المرافق الضرورية يعطي دفعا قويا للاستقرار الاجتماعي ونفسا جديدا في الحركة التجارية بالبلدية.
ب‌-	مشكل السكن: من شأن هذا المشروع القضاء على مشكل السكن خاصة ببلديتي الغزوات والسواحلية المجاورتين لعدم كفاية المخزون العقاري المخصص لاحتواء هذه المشاريع ذات الأهمية الكبرى واعتبارا للعدد المتزايد لطلبات السكن المؤثر في الوضع الاجتماعي لهاتين البلديتين.
2- انجاز سوق أسبوعي بمنطقة تيانت: بلدية تيانت منطقة فلاحيه اعتبارا لتوفر المنتوج الفلاحي ذو الجودة الرفيعة لكن يبقى مشكل ترويج وتسويق السلع مطروح لدى نقترح مشروع انجاز سوق أسبوعي بالبلدية من شأنه كذلك جلب التجار من البلديات المجاورة وبالتالي خلق حركة تجارية بالمنطقة.
3- انجاز قاعة علاج متعددة الخدمات: نظرا لنقص التغطية الصحية بالبلدية مقارنة بعدد السكان حيث لا تتوفر تيانت المقر إلا على قاعة علاج واحدة حجم صغير لا تلبي حاجيات المواطن المختلفة وقاعتين عبر كامل تراب البلدية مع تغطية صحية لطبيب عام وطبيب أسنان ووجود صيدلية واحدة بتيانت المقر مما يؤدي بالمواطن للتنقل إلى المؤسسات الإستشفائية بالغزوات عن بعد 07كيلومترات علما أن النقل غير متوفر.
و عليه نطلب تسجيل وإنجاز قاعة علاج متعددة الخدمات(Polyclinique) تجنبا لمشقة المواطنين في تلقي العلاج.
4- توسيع مقر البلدية: إن مقر البلدية أصبح لا يستوعب تعداد المستخدمين المتزايد والمصالح المستحدثة. وعليه نطلب من سيادة والي تلمسان تسجيل مشروع توسيع هذا المقر بما يسمح باحتواء كل المصالح وتوفير العدد اللازم من المكاتب، علما أن هذه العملية تدخل كذلك في إجراءات تحسين المرفق العام.
5- طلب حصة من برامج السكن الريفي: عرفت بلدية تيانت في السنوات الأخيرة نزوحا نحو البلديات المجاورة قصد البحث عن العمل والحصول على السكن مما أدى إلى نقص الكثافة السكانية حيث ينجر عن هذا تراجع في المنتوج الفلاحي.و الحد من هذه الظاهرة يكمن في توفير السكن خاصة صيغة الإعانات المالية للبناء الريفي التي تعتبر أنجع وسيلة تم تجريبها بالبلدية.
6- ربط قريتي جامع الصخرة وبوقدامة بالهاتف الثابت ( الألياف البصرية) :هاتان القريتان لا تتوفران على الهاتف الثابت، ويسكنها أعداد كبيرة من المواطنين خاصة الشباب منهم المتعطش إلى خدمات الإنترنت إضافتا إلى المزايا الأخرى التي يوفرها الهاتف بصفة عامة.إن ربط هاتين القريتين بالهاتف من شأنه أن يغيّر الإطار المعيشي للمواطن مع الأثر الاجتماعي وتحسين المرفق العام.
7- تهيئة غابة أولاد سليمان لاستراحة العائلات والزوار بصفة عامة:هي منطقة خلابة نطلب تهيئتها بما يليق لجلب الزوار لأخذ الراحة والاستمتاع بالمنظر الطبيعي.و قد ترقى إلى مصف المواقع السياحية نظرا لطبيعة تموقعها في الوسط الفلاحي الريفي إذا ما أخدت بعين الاعتبار في تطوير السياحة بالمنطقة.علما أنه تم غرس 1000 شجيرة أخرى بها في إطار تنظيم حملات التشجير الأخيرة إضافتا إلى وجود ساحة لعب وأخرى مخصصة للعب الأطفال.
8- تنظيم النقل العمومي: من أهم المشاكل التي تعانيه البلدية مشكل النقل إذ أن معظم الناقلين لا يتوفرون على رخص تسمح لهم بمزاولة هذا النشاط مما يؤدي إلى النقص الفادح الذي يسبب المشقة في تنقل المواطن.و عليه نطلب من مصالح مديرية النقل دراسة هذا المشكل وأخده بعين الاعتبار للتسوية.
9- إعادة إنشاء التعاونية الفلاحية للخدمات: كانت هذه التعاونية تقدم كل الخدمات لفلاحي بلدية تيانت والبلديات المجاورة من بذور وأسمدة و أدوية مختلفة إضافة إلى تزويدهم بمادة المازوت لتحريك العتاد الفلاحي.و لأسباب خارجة عن نطاقنا توقفت هذه التعاونية عن النشاط منذ سنة 1999 لتبقى مهجورة إلى يومنا هذا.
ولما لهذا النوع من المؤسسات من فائدة كبيرة في الوسط الفلاحي من خلال تقديم الخدمات للفلاحين واقتناء حاجياتهم الفلاحية بدون مشقة التنقل والبحث، نطلب بعث النشاط من جديد بهذه التعاونية وهو هدف كل الفلاحين لتمكينهم من زيادة الاستثمار في القطاع الفلاحي وبالتالي مضاعفة الإنتاج.

## السكان
يبلغ عدد سكانها 4500 نسمة، وهم سكان القرى والمداشر التابعة للبلدية:جامع الصخرة، بوقدامة، أولاد سليمان،المحطة، تيكرات، عين زمور وأولاد سي موسى.